# 芦田磯子
芦田 磯子（あしだ いそこ、1958年（昭和33年）9月5日 - ）は、関西棋院所属の囲碁女流棋士。京都府出身。師匠は窪内秀知九段。

## 昇段・良績
- 1975年（昭和50年）10月 入段
- 1984年（昭和59年）4月 六段
- 1985年（昭和60年） 第7期女流鶴聖戦準優勝
- 2003年（平成15年） 第2期関西女流囲碁トーナメント準優勝
- 2004年（平成16年） 第3期関西女流囲碁トーナメント準優勝

## 受賞
- 関西棋院賞
  - 昭和54年新人賞